# Kanton Agen-Centre
Der Kanton Agen-Centre war bis 2015 ein französischer Wahlkreis im Arrondissement Agen, im Département Lot-et-Garonne und in der früheren Region Aquitanien.

## Gemeinden
Der Kanton umfasste Wahlberechtigte aus dem Zentrum der Stadt Agen. Bis 2015 war die Stadt Agen in fünf Kantone geteilt; hier handelte es sich um den weitaus bevölkerungsstärksten Teil der Stadt, in den anderen vier Kantonen gab es auch andere Kommunen.